# Jan Pelnář (poslanec, 1934)
Jan Pelnář (26. ledna 1885 Domažlice – ?) byl československý politik a meziválečný poslanec Národního shromáždění za Československou živnostensko-obchodnickou stranu středostavovskou.

## Biografie
Pocházel z rodiny Jakuba Pelnáře, písaře v domažlické advokátní kanceláři. Podle údajů k roku 1934 byl profesí fotografem v Soběslavi.
Měl značné zásluhy o budování živnostenské strany v jižních Čechách. V zemských volbách roku 1935 byl zvolen do Českého zemského zastupitelstva.
Po parlamentních volbách v roce 1929 získal za Československou živnostensko-obchodnickou stranu středostavovskou poslanecké křeslo v Národním shromáždění. Mandát ale nabyl až dodatečně, v roce 1934, jako náhradník poté, co zemřel poslanec František Horák.
V zemských volbách v roce 1935 byl zvolen členem zemského zastupitelstva v Čechách.
V dubnu 1939 se uvádí jako okresní vedoucí Národního souručenství.